# Hélder Fragueiro Antunes
Pour les articles homonymes, voir Antunes.
Hélder Manuel da Terra Fragueiro Marques Antunes, né le 6 juillet 1963 à Angra do Heroísmo, est un entrepreneur, ingénieur et ex-pilote automobile portugaise. Il est actuellement directeur supérieur de gestion dans la société multinationale américaine, Cisco Systems, et partenaire général dans Pereira Ventures, une société de capital-risque en Californie.
Surnommé par le magazine PortugalGlobal comme «l'exemple parfait du succès portugais à l'ère de la mondialisation", il participe activement dans les affaires économiques et politiques du Portugal et Azores. Il est conseiller de Rede Prestige Açores, une institution d'entreprise exploitée par le gouvernement les Açores, et est aussi consultant au gouvernement de la République Portugaise,.
En novembre 2015, il est devenu président du conseil d'administration du OpenFog Consortium.